# Chicago (comédie musicale)
Pour les articles homonymes, voir Chicago (homonymie).
 (novembre 2018).
Si vous disposez d'ouvrages ou d'articles de référence ou si vous connaissez des sites web de qualité traitant du thème abordé ici, merci de compléter l'article en donnant les références utiles à sa vérifiabilité et en les liant à la section « Notes et références ».
Chicago est une comédie musicale américaine de Bob Fosse et Fred Ebb, lyrics de Fred Ebb et musique de John Kander créée au 46th Street Theatre de Broadway le 3 juin 1975.
Il s'agit de la troisième adaptation de la pièce de théâtre éponyme de Maurine Dallas Watkins créée en 1926, elle-même inspirée d'un fait divers survenu en 1924 à Chicago.
Elle est actuellement placée deuxième sur la liste des comédies musicales les plus jouées en continu à Broadway grâce à sa reprise qui a ouvert le 14 novembre 1996 et est encore à l'affiche à l'Ambassador Theatre (depuis 2003).

## Synopsis
À Chicago, dans les années 1920, Roxie Hart, qui a tué son amant, rencontre en prison Velma Kelly (qui, elle, a tué son mari et sa sœur), une star de cabaret à laquelle Roxie rêve de ressembler.

## Fiche technique
- Titre original : Chicago
- Titre français : Chicago
- Livret : Bob Fosse et Fred Ebb d'après Chicago de Maurine Dallas Watkins (1926)
- Lyrics : Fred Ebb
- Musique : John Kander
- Mise en scène : Bob Fosse
- Chorégraphie : Bob Fosse
- Direction musicale : Stanley Lebowsky
- Orchestrations : Ralph Burns et Peter Howard
- Décors : Tony Walton
- Costumes : Patricia Zipprodt
- Lumières : Jules Fisher
- Producteur : Robert Fryer (en) et James Cresson
- Date de première représentation : 3 juin 1975 au 46th Street Theatre de Broadway
- Date de dernière représentation : 27 août 1977
- Nombre de représentations consécutives : 936

## Distribution de la création
- Jerry Orbach : Billy Flynn
- Chita Rivera : Velma Kelly
- Gwen Verdon : Roxie Hart
- Barney Martin : Amos Hart
- Mary McCarty : Matron (Mama Morton)
- M. O'Haughey : Mary Sunshine
- Candy Brown : June
- Christopher Chadman : Fred Casely
- Cheryl Clark : Liz
- Graciela Daniele : Hunyak
- Gene Foote : Aaron
- Gary Gendell : le greffier de la cour
- Richard Korthaze : le sergent Fogarty
- Michon Peacock : Annie
- Charlene Ryan : « Go-To-Hell-Kitty »
- Ron Schwinn : Judge
- Paul Solen : Harry
- Pamela Sousa : Mona
- Michael Vita : Martin Harrison

## Numéros musicaux
Acte I
- All That Jazz – Velma Kelly et la troupe
- Funny Honey – Roxie Hart
- Cell Block Tango – Velma Kelly et les filles
- When You're Good To Mama – Mama Morton
- Tap Dance – Roxie Hart, Amos Hart et les garçons
- All I Care About – Billy Flynn et les filles
- A Little Bit of Good – Mary Sunshine
- We Both Reached For The Gun – Billy Flynn, Roxie Hart, Mary Sunshine et la troupe
- Roxie – Roxie Hart et les garçons
- I Can't Do It Alone – Velma Kelly
- Chicago After Midnight – la bande
- My Own Best Friend – Roxie Hart et Velma Kelly

Acte II
- I Know a Girl – Velma Kelly
- Me and My Baby – Roxie Hart et les garçons
- Mister Cellophane – Amos Hart
- When Velma Takes the Stand – Velma Kelly et les garçons
- Razzle Dazzle – Billy Flynn et la troupe
- Class – Velma Kelly et Mama Morton
- Nowadays – Roxie Hart
- Nowadays (reprise) – Roxie Hart et Velma Kelly
- R.S.V.P. – Roxie Hart et Velma Kelly
- Keep It Hot – Roxie Hart et Velma Kelly

## Distinctions

### Récompenses
- Drama Desk Awards 1976 : Meilleures lumières pour une comédie musicale (Jules Fisher)

### Nominations
- Tony Awards 1976 :
  - Meilleure comédie musicale
  - Meilleur livret de comédie musicale (Fred Ebb et Bob Fosse)
  - Meilleure partition originale (John Kander et Fred Ebb)
  - Meilleur acteur dans une comédie musicale (Jerry Orbach)
  - Meilleure actrice dans une comédie musicale (Chita Rivera et Gwen Verdon)
  - Meilleure mise en scène pour une comédie musicale (Bob Fosse)
  - Meilleure chorégraphie (Bob Fosse)
  - Meilleure direction artistique (Tony Walton)
  - Meilleurs costumes (Patricia Zipprodt)
  - Meilleures lumières (Jules Fisher)
- Drama Desk Awards 1976 : Meilleur acteur dans une comédie musicale (Jerry Orbach)

## Adaptations
Après avoir triomphé à Broadway pendant plus de deux ans, la pièce est reprise dans le monde entier, notamment en Australie, au Mexique et en Europe (Autriche, Allemagne, Suède, Pays-Bas, Italie, etc.)
Une nouvelle production voit le jour à New York en 1996. Elle remporte six Tony Awards. Elle est reprise en 2003 à Montréal dans une adaptation en français de Laurent Ruquier, avec Véronic DiCaire et Anthony Kavanagh dans le rôle de l'avocat Billy Flynn, puis en 2004 au Casino de Paris, avec Stéphane Rousseau puis à nouveau Anthony Kavanagh. Le spectacle, nommé aux Molières 2004 dans la catégorie « Meilleur spectacle de divertissement », est prolongé jusqu'au 30 juin 2004.
La comédie musicale a également fait l'objet d'une adaptation au cinéma en 2002 réalisée par Rob Marshall avec Catherine Zeta-Jones (Velma Kelly), Renée Zellweger (Roxie Hart), Richard Gere (Billy Flynn) et Queen Latifah (Mama Morton).
En septembre 2018, l'iconique spectacle de Broadway est adapté pour la troisième fois en français au théâtre Mogador par Nicolas Engel, avec Sofia Essaïdi.